# 岩倉具視

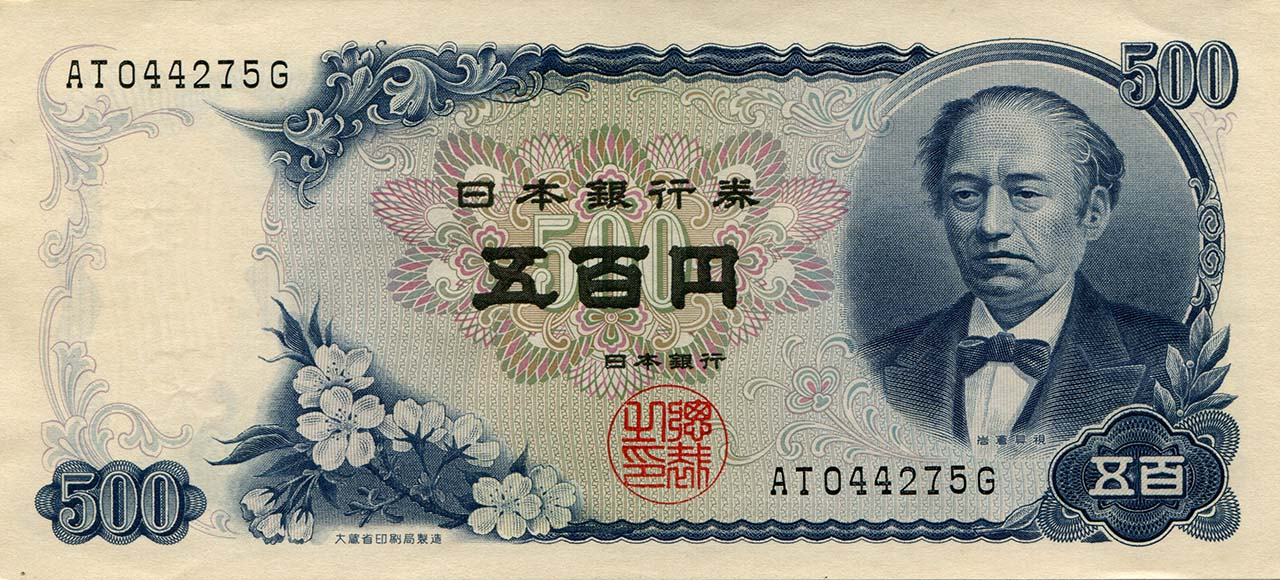
伍佰日圆上的岩倉具視肖像

岩倉具視（日语：／ Iwakura Tomomi，1825年10月26日—1883年7月20日）是一名日本政治人物。他属于起源于村上天皇的村上源氏。他曾担任孝明天皇的近侍，因此对日本皇室有很大的影响力，也影响明治维新的发展。

## 生平

### 早年
他出生於京都，是公家堀河康親的次子。因為他母親的世系，他是仁孝天皇的表親，也是村上天皇的後裔。儒學學者伏原宣明在他年幼時教導他儒家思想，並建議岩倉具慶收養他。 在幕末，大多貴族家族有悠久傳統；岩倉家在江戶時代初期才獨立，並相對其他家族地位較低；由於沒有家族企業，所以經濟來源有限。岩倉具視曾為了賺錢，在自己的住家開設賭場。 1839年，他進行成年禮，並開始參與於政治事務。

### 擔任宮廷貴族
1858年，當德川幕府的老中堀田正睦來到京都以獲孝明天皇簽署《美日修好通商條約》時，岩倉具視想要阻止該條約的簽訂。他打算率領眾多貴族，與關白直接對話。隨後，關白同意阻止簽署該條約。該「廷臣八十八卿列參事件」讓他聲名大噪。 事件發生不久後，他寫了一份政治書面意見；他在其中強調了國內的有關共識。 同年，井伊直弼成為大老，在沒有諮詢孝明天皇的情況下，擅自簽署《美日修好通商條約》；如此做法激怒了孝明天皇，並使朝廷和幕府的關係惡化；此時，岩倉具視努力尋找和平解決的辦法。
1860年井伊直弼被暗殺後，岩倉具視從事於公武合體運動，以化解朝廷和幕府的衝突。 支持更激進的尊王攘夷政策的武士和貴族將岩倉具視視為幕府的支持者，並向朝廷施加壓力，要求將他驅逐。結果，岩倉具視於1862年離開宮廷，遷居位在京都北邊的岩倉地區。孝明天皇聲稱岩倉具視是無辜的，但無法阻止那些支持激進尊王攘夷政策的人。 在接到死亡威脅後，他決定躲藏起來。他也被朝廷驅逐出京都。

### 流亡與回歸
流亡持續了大約五年。在流亡期間，他與熟悉政治的人有一些聯繫。 在岩倉地區，他寫下了許多意見，並將其發送給朝廷或他在薩摩藩的政治夥伴。例如，1865年，岩倉向薩摩藩的大久保利通和小松清廉展示了書面意見《叢裡鳴蟲》。 薩摩藩的人與朝廷有聯繫，岩倉具視就試圖讓他們將他的書面意見送交朝廷。 岩倉具視因當時遠離政治運作現場，因此想法與實際情況存在差異。 禁門之變後，他回歸正常生活，證明了自己的清白。
有鑒於外部威脅和國家團結的需要，大久保利通策劃了廢除幕府和攝政、關白等制度的行動。 1867年12月8日，岩倉具視參加會議討論處置德川慶喜的議題；在會議上，山內容堂表示應該讓德川慶喜參加會議，並批評前述有關行動。 經過長期持續的討論，岩倉具視和大久保利通說服了反對處置德川慶喜的人。

### 擔任明治政府官僚
明治政府成立後，岩倉具視憑著明治天皇的影響力和信任，發揮了重要作用。他還計劃將天皇所在地自京都遷至江戶，以創造新的政治環境（參看奠都東京）；京都的一些宮廷貴族批評了該些改革，但他不顧該些反對，與三條實美推動了有關事務。
在1871年被任命為右大臣後，他隨即展開代表政府拜訪歐美各國的行程，以針對不平等條約重新進行談判、收集資訊，並幫助日本現代化。然而，他在與美國有關方面討論修改不平等條約時失敗了；美國有關方面指出，岩倉具視沒有被全權委託；大久保利通和伊藤博文於1871年3月24日返回日本，以獲全權委託，然後在6月17日再度抵達美國；但是，美國有關方面當時對修改不平等條約已不感興趣。 岩倉具視在過程的觀察中，對該些國家的經濟繁榮感到驚訝。他對鐵路特別感興趣。此外，他注意到快速西化的潛在問題，因為他觀察並理解到西化的優點和缺點。
因為阻止西鄉隆盛前往朝鮮半島（參看征韓論），岩倉具視在1874年1月14日遭暗殺未遂；雖然身體受傷輕微，但在精神上受衝擊。
在憲政體制的議題上，岩倉具視最終選擇支持伊藤博文提出的方案，同時期望認真考慮日本自身的傳統和特色，並將有關想法付諸行動（參看大日本帝國憲法條目）。

### 死亡
1883年初，岩倉具視雖身體狀況不佳，但於5月前往京都，指導修復和保護京都御所和舊城區的建築，其中許多建築自遷都東京後年久失修。不久之後，他的病情加重，臥病在床；明治天皇派其私人醫生 Erwin Bälz 前去檢查，診斷出晚期喉癌。 同年7月19日，天皇親自前往探望；在Bälz和井上馨的陪伴下，岩倉具視於隔日死亡，隨後舉行國葬，並葬於位在品川的海晏寺。

## 影响
旧式日圆伍佰圆钞票上，印有岩仓的肖像。

## 外部連結
| 官衔                                 | 官衔                                 | 官衔            |
| ------------------------------------ | ------------------------------------ | --------------- |
| 外務省                               |                                      |                 |
| 前任： 澤宣嘉                        | 外務卿 1871年8月29日－1871年12月15日 | 繼任： 副島種臣 |
| 太政官                               |                                      |                 |
| 前任： 無（上一相同頭銜： 三條實美） | 右大臣 1871年11月20日－1883年7月20日 | 繼任： 無       |